# Bombus hortulanus
Espèce
Statut de conservation UICN

 DD  : Données insuffisantes
Bombus hortulanus est une espèce de bourdons que l'on trouve au Venezuela, en Colombie et en Équateur.